# Kaede
De naam kaede wordt voor fluorescerende pigmenten gebruikt, die beschenen door bepaalde kleur licht, door licht met een bepaalde golflengte, een andere kleur aannemen. 
De kaede, Japans voor esdoorn, daar de Japanse esdoorn, is beroemd om zijn prachtige herfstverkleuringen en wordt vaak gebruikt om de schoonheid van de Japanse natuur mee te illustreren. Het pigment is door een Japanse groep wetenschappers ontdekt, die de verkleuring van groen naar felrood met deze boom associeerden.